# Albertina Martínez Burgos
Albertina Mariana Martínez Burgos (14 de març de 1981-Santiago de Xile, 21 de novembre de 2019) va ser una fotoperiodista xilena. Treballadora del canal de televisió xilè Mega i fotoperiodista freelance, participava activament evidenciant la repressió i els abusos dels Carabiners xilens envers els manifestants arran de les protestes contra el govern de Sebastián Piñera del novembre de 2019. Va ser trobada morta al seu apartament de Santiago, a conseqüència de cops i ganivetades, durant la vesprada del dijous 21 de novembre.